# Galeodes atroluteus
Galeodes atroluteus är en spindeldjursart som först beskrevs av Roewer 1960.  Galeodes atroluteus ingår i släktet Galeodes och familjen Galeodidae. Inga underarter finns listade i Catalogue of Life.